# 順和君
順和君（じゅんわくん、スンファグン、순화군、万暦8年10月10日（1580年11月16日） - 万暦35年3月18日（1607年4月14日）は、李氏朝鮮の第14代国王宣祖の第6子（庶子）。名は𤣰（王偏に土）（ボ、보）。
1592年、文禄の役に王命によって募兵の為に江原道を目指すが、咸鏡道で臨海君と共に反乱軍に抑留された後、加藤清正に引き渡されて捕虜となった。後に講和の条件として釈放された。
暴悪な性格だったため、1601年、君号を剥奪されたが死後に復された。諡号は僖敏。
柳夢寅が書いた『於于野談』には、長兄である臨海君の物を奪って人を殺すなどの行動のために閉じこめられたが、順和君が「高聳獨家　八風長吹　凍死丁寧」という詩を作ると不憫に思った宣祖が解放したものの、翌年に死んだという。
家族
海豊府夫人徳水李氏(外孫)・１９代王粛宗の２番目の正室仁顕王后閔氏の継母。